# Axtwerfen

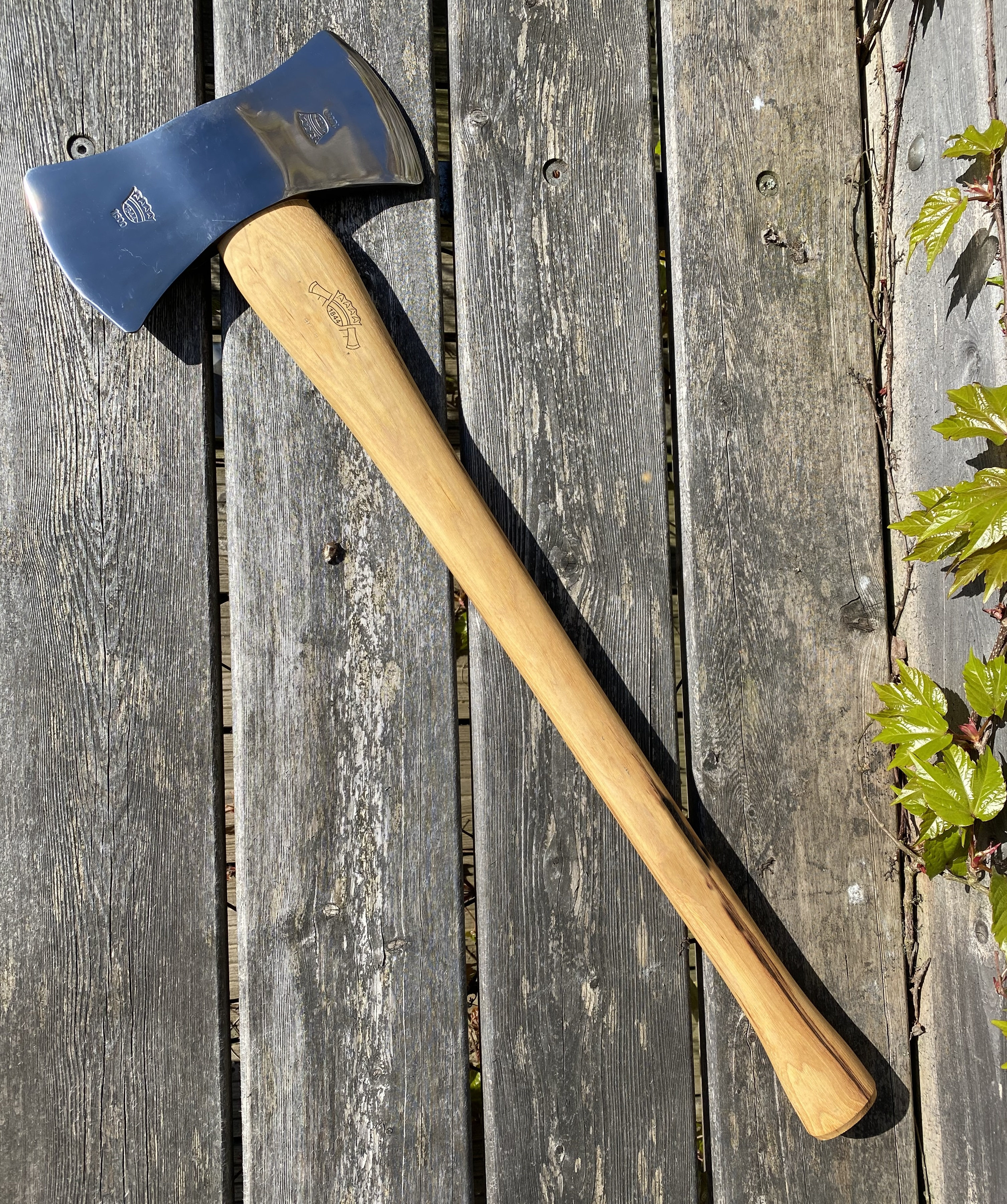
Moderne Wurfaxt/Doppelaxt

Das Axtwerfen ist heute eine Sportart, die mit langstieligen Doppeläxten unterschiedlichen Gewichts beidhändig betrieben wird. Als Doppelaxt bezeichnet man eine Axt mit zwei gegenüberliegenden gleich großen Schneiden. Fälschlich wird das einhändige Werfen von Beilen (kurzer Stiel) gelegentlich als Axtwerfen bezeichnet. Als Wurfbeil war es ursprünglich eine Kriegswaffe bei verschiedenen Völkern, z. B. den merowingischen Franken des 5. und 6. Jahrhunderts.
Beil und Messer (Weiterentwicklungen des Faustkeils) zählen zu den ältesten Werkzeugen bzw. Waffen des Menschen. Diese waren anfangs zu kostbar und zu instabil, um sie effektiv als Wurfwaffe einzusetzen und dabei möglicherweise zu beschädigen oder zu verlieren. Dies änderte sich mit der Entdeckung des Metalls, und schon bald konnte man Waffen herstellen, die einen Wurf nicht nur überstanden, sondern sogar erheblichen Schaden anzurichten vermochten, ohne dass man die schützende Distanz zur Beute bzw. zum Gegner verringern musste.

## Geschichte
Der eigentliche Ursprung des Beilwerfens liegt im Dunklen der Geschichte. Das Streitbeil, oft unzutreffend als Streitaxt bezeichnet, wurde aber bereits im Neolithikum bei den Streitbeilleuten ausgiebig eingesetzt. Sehr ausgeprägt und eingebunden in die Kriegstaktik war das Beilwerfen bei den Franken, deren bevorzugtes Wurfgerät, die „Franziska“, sogar nach ihnen benannt wurde. Diese zum Werfen optimierten Beile wurden in der Schlacht aus dem eigenen Schildwall heraus auf den des Gegners geworfen, um Lücken zu schaffen und so einen frontalen Sturmangriff zu erleichtern. Dabei hatte jeder Kämpfer natürlich nicht nur ein Wurfbeil zur Verfügung.
Auch die amerikanischen Ureinwohner hatten Beile, die zum Werfen geeignet waren: Die Tomahawks, die in der metallenen Ausführung allerdings aus Europa stammten.
Wurfbeile/-äxte haben eine kurze Reichweite (bis 15 m) und wurden daher selten als Jagdwaffe benutzt, da hierbei ein Bogen weitaus effektiver ist.

## Sportliches Axt- und Beilwerfen

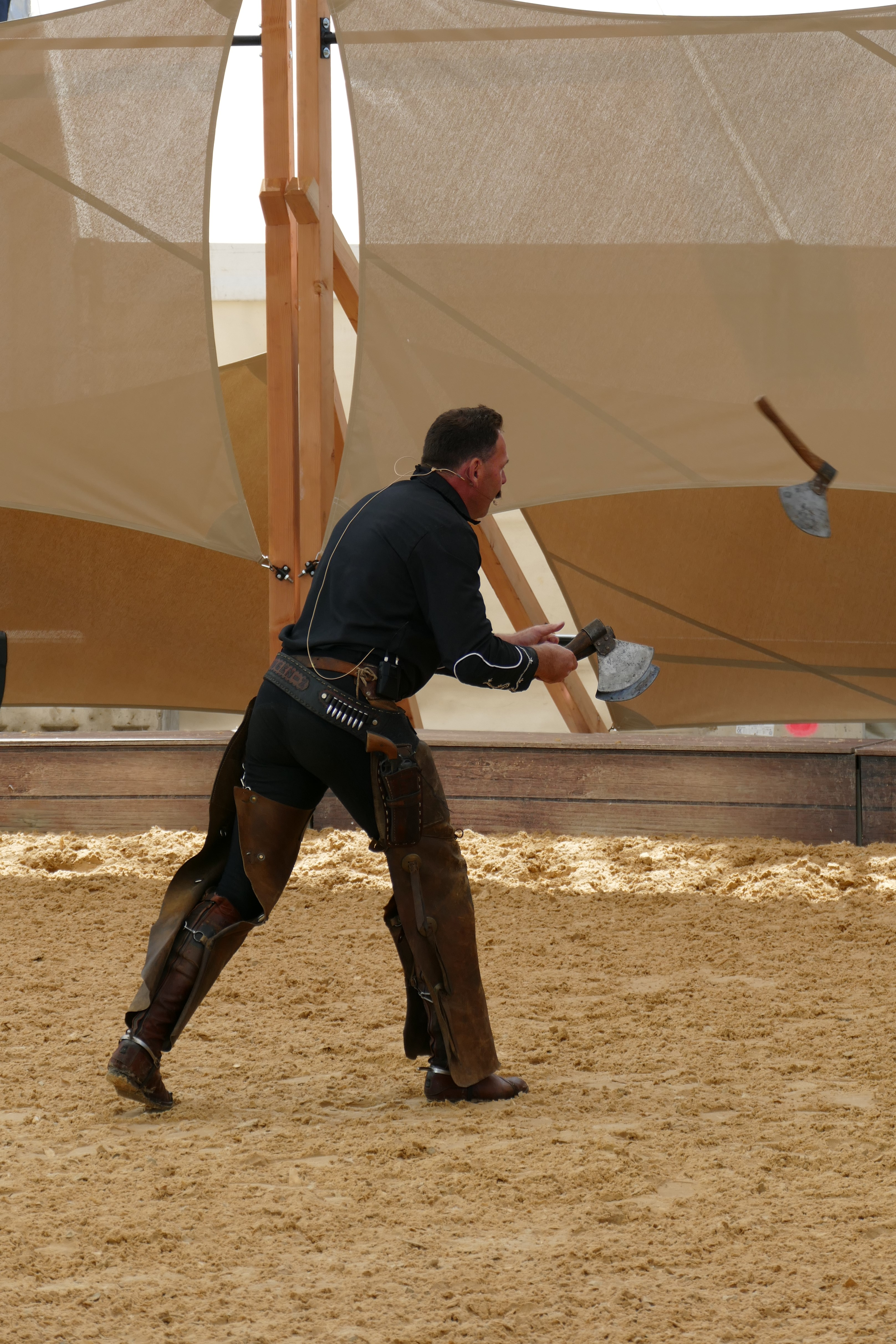
Beilwerfen bei der Cavalluna Kids Show in München

Der heutige Sport des Axtwerfen leitet sich von den skandinavischen und nordamerikanischen Holzfällern ab. Bedingt durch die riesigen Entfernungen von zu Hause konnten diese nicht oft nach Hause fahren und hatten somit Zeit, um mit ihren Äxten um die Wette zu werfen. Auf die Enden der gestapelten Baumstämme wurde ein Ziel markiert und darauf wurden die doppelschneidigen Äxte geworfen. Heutzutage wird natürlich nicht mehr auf die Enden von Baumstämmen geworfen, sondern auf Baumscheiben, die einzeln stehend oder mehrfach nebeneinander angeordnet aufgestellt werden. Dieser Sport wird noch heute traditionell in Schweden vom „Yxkastareförbundet“ ausgeübt, mit Meisterschaften für Männer und Frauen und einem ausführlichen Regelwerk. Auch in Deutschland und anderen europäischen Ländern findet das beidhändige Axt- und das einhändige Beilwerfen immer mehr Anhänger. Beilwerfer und Messerwerfer sind zusammen bei den Eurothrowers organisiert. Die Doppelaxtwerfer haben seit 2019 einen eigenen Verband, den Deutschen Doppelaxt-Werfer-Verband (DDWV).
Aber auch außerhalb dieser Organisationsstrukturen finden immer wieder Wettbewerbe statt, die zum Beispiel explizit die schwedischen Regeln zur Grundlage haben.
In Neustadt an der Weinstraße wurde 1892 am Nollenkopf ein Landschaftspark mit einer Axtwurfanlage errichtet. Er ist nach ihr benannt.